# Champagne Bonnaire
För andra betydelser, se Bonnaire.

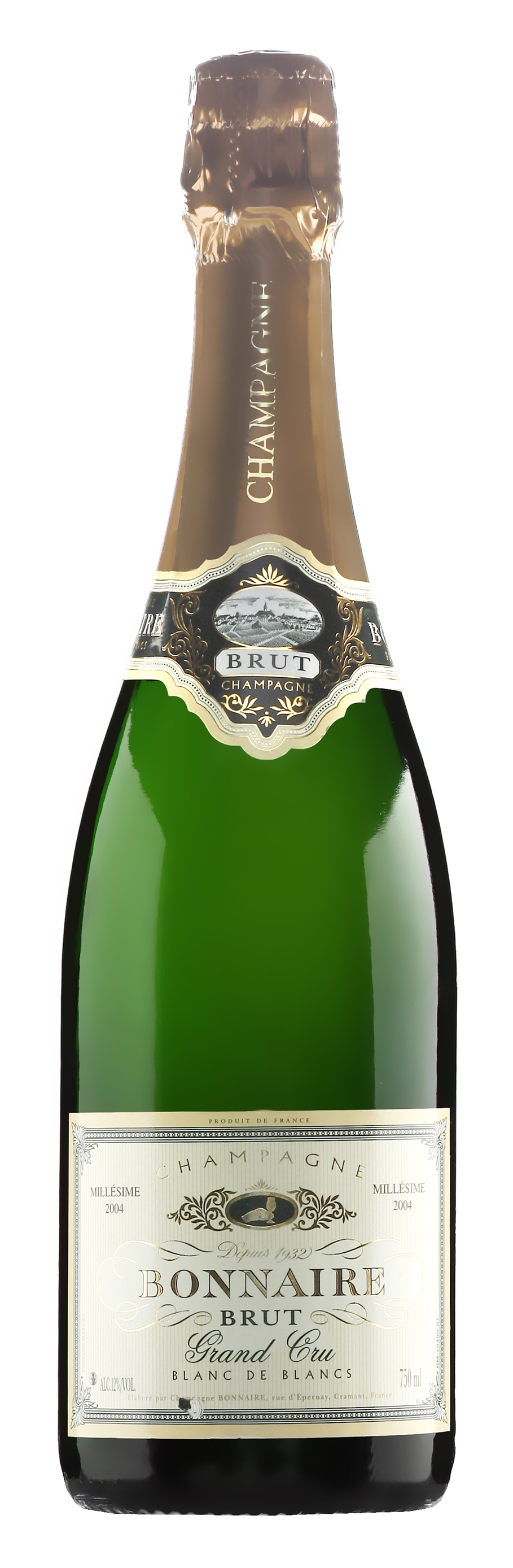
En flaska Bonnaire Brut Grand Cru Blanc de Blancs.

Champagne Bonnaire eller enbart Bonnaire är en champagne som produceras av ett familjeföretag sedan år 1932. Vingården omfattar i dag totalt 22 hektar och är belägen i byn Cramant strax söder om Épernay, i hjärtat av Côte des Blancs. Trakten är välkänd hemort för flera kända champagnehus med viner baserade på Chardonnaydruvorna.
Bonnaire har av champagnekännaren Richard Juhlin klassats som en producent med fyra stjärnor av fem.
Viner som är gjorda på 100 procent Chardonnay (Blanc de blancs) är husets specialitet, men standardchampagnen Brut Tradition innehåller på klassiskt vis också 1/3 pinot noir och 1/3 pinot meunier.
Bonnaire producerar i dag (oktober 2009) nio olika viner. 
- Brut Tradition – är Bonnaires baschampagne. Det är en traditionell champagne gjord på 1/3 chardonnay, 1/3 pinot noir och 1/3 pinot meunier.
- Brut Grand Cru Blanc de Blancs - 100 procent chardonnay.
- Brut Rosé -  Bonnaires roséchampagne. Den är gjord på 1/3 pinot meunier, 1/3 pinot noir och 1/3 chardonnay.
- Exta Brut Blanc de Blancs ”non rosé” - 100 procent chardonnay.
- Brut Grand Cru Blanc de Blancs Millésime 2004 - 100 procent chardonnay.
- Brut Grand Cru Blanc de Blancs Cuvée Prestige - 100 procent chardonnay.
- Grand Cru Blanc de Blancs "Variance" - 100 procent chardonnay.
- Ratafia de Champagne
- Marc de Champagne